# Ron White
Pour les articles homonymes, voir White.
Ron White (né le 18 décembre 1956) est un comédien américain habitant Fritch, au Texas. Il est membre du Blue Collar Comedy Tour, qui l'aida à s'élever au statut d'acteur à la suite de la parution de la version DVD de cette tournée. Ron est le seul membre de l'équipe de Blue Collar qui n'apparaît pas dans la série télévisée Blue Collar TV ; il y fait néanmoins de fréquentes apparitions en tant qu'invité. En 2005, Warner Bros produire l'épisode pilote de The Ron White Show, une émission de variétés qui présente un mélange d'apparitions fugitives de célébrités dans des spectacles, des films ou des émissions, de dessins animés, et de sketch
Ron White est connu pour fumer le cigare et boire du scotch pendant ses prestations, bien que ses verres de scotch soit suspectés de contenir en réalité du jus de pomme.

## Rumeurs sur sa mort
En 2005, des rumeurs annonçant la mort de Ron White ont circulé sur Internet. Il répondit à ces rumeurs sur son site web. La source exacte de ces rumeurs est inconnue, mais il est possible qu'elles soient dues à un de ses sketchs sur scène, dans lequel il dit avoir été victime d'un grave accident de route au Mexique à la suite duquel on a dû lui implanter une plaque de métal dans le crâne. Le chirurgien lui aurait dit lors de l'opération : « Be careful -- this plate is hot » (« Attention, cette plaque est chaude ») avec un jeu de mots sur plate qui signifie aussi assiette et qui, dans ce cas fait référence à ce que disent les serveurs de restauration lorsqu'ils vous apportent une assiette chaude.

## On m'appelleTater Salad(salade de pomme de terre)
La Légende
Dans son acte, Ron White explique qu'on lui demande souvent pourquoi il est surnommé « Tater Salad », et raconte l'histoire suivante. Dans sa petite ville natale de Fritch, au Texas, quand il avait dix-sept ans, après l'avoir retrait de permis parce qu'il roulait sur le trottoir et arrêté pour conduite en état d'ivresse, un policier (que Ron White connaissait depuis toujours) demanda à Ron White s'il avait un surnom.
« Oui », blagua-t-il. « On m'appelle Tater Salad. »
Dix-sept ans plus tard, Ron White fut arrêté pour ébriété sur la voie publique après avoir été expulsé d'un bar de la ville de New York (« On dirait qu'il y a un rapport », dit-il). En garde à vue, un officier vint à lui avec une copie de son casier judiciaire et lui demanda « Êtes-vous Tater Salad ? », ce à quoi Ron White répondit « Vous m'avez attrapé, vous avez attrapé la patate (Tater) ! ». Depuis, le nom est resté. Ron White dit souvent en rigolant qu'il appelle parfois son fils Tater Tot (une marque de gâteau de pomme de terre). Il dit aussi que son chien l'appelle Tater, sans doute lorsqu'il est sous influence de drogue.
La vérité
Dans la page What's New (Quoi de neuf) de son site internet officiel, Ron White raconte la véritable histoire de l'attribution de ce surnom Tater Salad :

« Je n'ai jamais raconté à personne l'histoire décrivant d'où ce nom vient réellement », insiste-t-il. « Ce n'était pas simplement quelque chose que j'ai pensé un jour. J'étais dans la Marine, et nous avions un pique-nique et bien sûr, je n'avais pas de copine, donc je montais la garde. Et ce gars, Hoskins  devait me relever de mon poste, et je lui ai crié 'Hey, Hoskins, lève-toi et vient me remplacer avant que quelqu'un ne mange toute cette salade de pomme de terre.
Ce fut donc le premier à m'appeler Tater Salad. Je ne sais pas pourquoi je n'ai jamais raconté cette histoire avant. C'est assez mignon. »

## Filmographie
- 1993 : Ordinary Magic de Giles Walker : Rick
- 1993 : L'Avocat du diable de Sidney Lumet
- 1994 : Intersection de Mark Rydell : Charlie
- 1995 : Planète hurlante (Screamers) de Christian Duguay : Chuck Elbarak
- 1999 : Jeanne d'Arc téléfilm de Christian Duguay : Dunois
- 2005 : Lie with Me de Clément Virgo : Ben
- 2009 : Defendor de Peter Stebbings : Judge Wilson
- 2011 : Nikita - (Épisode 2.01)
- 2011 : Comment tuer son boss ? (Horrible Bosses) de Seth Gordon
- 2012 : Jayne Mansfield's Car de Billy Bob Thornton : Neil Barron
- 2012 :  The Expatriate de  Philipp Stölzl : Dick Rhodes
- 2016 : Roadies : Phil